# Éric Messier
Pour les articles homonymes, voir Messier.
Éric Messier (né le 29 octobre 1973 à Drummondville situé dans la province de Québec au Canada) est un joueur professionnel de hockey sur glace retraité ayant évolué au poste de défenseur.

## Biographie
Éric Messier commence sa carrière junior avec les Draveurs de Trois-Rivières puis les Faucons de Sherbrooke dans la Ligue de hockey junior majeur du Québec. Non repêché dans la Ligue nationale de hockey, il part étudier à l'Université du Québec à Trois-Rivières en jouant pour l'équipe des Patriotes.
Au cours de l'été 1995, alors qu'il jouait dans une équipe professionnelle de roller in line hockey de Montréal, il se fait remarquer par Bob Hartley, futur entraîneur-chef de l'Avalanche du Colorado de la LNH et entraîneur des Aces de Cornwall, franchise affilié à l'Avalanche dans la Ligue américaine de hockey. Il signe ainsi un contrat avec le Colorado le 14 juin 1995 et joue sa première saison professionnelle avec les Aces. Il joue sa première saison avec l'Avalanche la saison suivante.
Au cours des séries éliminatoires de la Coupe Stanley de 2001, Messier et ses coéquipiers Peter Forsberg et Joe Sakic inscrivent les trois buts les plus rapides de l'histoire de la franchise en inscrivant trois buts en 38 secondes lors du quatrième match de la série contre les Canucks de Vancouver. Messier et l'Avalanche remporte ainsi la Coupe.
Le 19 juillet 2003, il est échangé aux Panthers de la Floride avec Václav Nedorost en retour de Peter Worrell et d'un choix de deuxième ronde au repêchage de 2004. Au cours de cette saison 2003-2004, au bout de 21 matchs, il se blesse au poignet lors d'un match contre les Thrashers d'Atlanta le 21 novembre 2003. Cette blessure met fin à sa saison ainsi qu'à sa carrière de joueur de hockey.

## Statistiques
| Saison     | Équipe                                | Ligue      |     | Saison régulière | Saison régulière | Saison régulière | Saison régulière | Saison régulière |   | Séries éliminatoires | Séries éliminatoires | Séries éliminatoires | Séries éliminatoires | Séries éliminatoires |
| Saison     | Équipe                                | Ligue      | PJ  | B                | A                | Pts              | Pun              | PJ               | B | A                    | Pts                  | Pun                  |                      |                      |
| 1991-1992  | Draveurs de Trois-Rivières            | LHJMQ      | 58  | 2                | 10               | 12               | 28               | 15               | 2 | 2                    | 4                    | 13                   |                      |                      |
| 1992-1993  | Faucons de Sherbrooke                 | LHJMQ      | 51  | 4                | 17               | 21               | 82               | 15               | 0 | 4                    | 4                    | 18                   |                      |                      |
| 1993-1994  | Faucons de Sherbrooke                 | LHJMQ      | 67  | 4                | 24               | 28               | 69               | 12               | 1 | 7                    | 8                    | 14                   |                      |                      |
| 1994-1995  | Université du Québec à Trois-Rivières | SIC        | 13  | 8                | 5                | 13               | 20               | 4                | 0 | 3                    | 3                    | 8                    |                      |                      |
| 1995-1996  | Aces de Cornwall                      | LAH        | 72  | 5                | 9                | 14               | 111              | 8                | 1 | 1                    | 2                    | 20                   |                      |                      |
| 1996-1997  | Bears de Hershey                      | LAH        | 55  | 16               | 26               | 42               | 69               | 9                | 3 | 8                    | 11                   | 14                   |                      |                      |
| 1996-1997  | Avalanche du Colorado                 | LNH        | 21  | 0                | 0                | 0                | 4                | 6                | 0 | 0                    | 0                    | 4                    |                      |                      |
| 1997-1998  | Avalanche du Colorado                 | LNH        | 62  | 4                | 12               | 16               | 20               | -                | - | -                    | -                    | -                    |                      |                      |
| 1998-1999  | Bears de Hershey                      | LAH        | 6   | 1                | 3                | 4                | 4                | -                | - | -                    | -                    | -                    |                      |                      |
| 1998-1999  | Avalanche du Colorado                 | LNH        | 31  | 4                | 2                | 6                | 14               | 3                | 0 | 0                    | 0                    | 0                    |                      |                      |
| 1999-2000  | Avalanche du Colorado                 | LNH        | 61  | 3                | 6                | 9                | 24               | 14               | 0 | 1                    | 1                    | 4                    |                      |                      |
| 2000-2001  | Avalanche du Colorado                 | LNH        | 64  | 5                | 7                | 12               | 26               | 23               | 2 | 2                    | 4                    | 14                   |                      |                      |
| 2001-2002  | Avalanche du Colorado                 | LNH        | 74  | 5                | 10               | 15               | 26               | 21               | 1 | 2                    | 3                    | 0                    |                      |                      |
| 2002-2003  | Avalanche du Colorado                 | LNH        | 72  | 4                | 10               | 14               | 16               | 5                | 0 | 0                    | 0                    | 0                    |                      |                      |
| 2003-2004  | Panthers de la Floride                | LNH        | 21  | 0                | 3                | 3                | 16               | -                | - | -                    | -                    | -                    |                      |                      |
| Totaux LNH | Totaux LNH                            | Totaux LNH | 406 | 25               | 50               | 75               | 146              | 72               | 3 | 5                    | 8                    | 22                   |                      |                      |